# Мід (Оклахома)
Мід (англ. Mead) — місто (англ. town) в США, в окрузі Браян штату Оклахома. Населення — 227 осіб (2020).

## Географія
Мід розташований за координатами 34°0′3″ пн. ш. 96°30′39″ зх. д. / 34.00083° пн. ш. 96.51083° зх. д. (34.000756, -96.510966).  За даними Бюро перепису населення США в 2010 році місто мало площу 0,30 км², уся площа — суходіл.

## Демографія
Згідно з переписом 2010 року, у місті мешкали 122 особи в 54 домогосподарствах у складі 32 родин. Густота населення становила 411 особа/км².  Було 66 помешкань (223/км²).
Расовий склад населення:
| - 74,6 % — білих - 12,3 % — корінних американців - 1,6 % — чорних або афроамериканців - 2,5 % — осіб інших рас |

До двох чи більше рас належало 9,0 %. Частка іспаномовних становила 1,6 % від усіх жителів.
За віковим діапазоном населення розподілялося таким чином: 24,6 % — особи молодші 18 років, 57,4 % — особи у віці 18—64 років, 18,0 % — особи у віці 65 років та старші. Медіана віку мешканця становила 41,0 року. На 100 осіб жіночої статі у місті припадало 82,1 чоловіків;  на 100 жінок у віці від 18 років та старших — 95,7 чоловіків також старших 18 років.
Середній дохід на одне домашнє господарство  становив 52 145 доларів США (медіана — 41 250), а середній дохід на одну сім'ю — 59 009 доларів (медіана — 54 167). За межею бідності перебувало 11,5 % осіб, у тому числі 0,0 % дітей у віці до 18 років та 12,0 % осіб у віці 65 років та старших.
Цивільне працевлаштоване населення становило 32 особи. Основні галузі зайнятості: виробництво — 34,4 %, освіта, охорона здоров'я та соціальна допомога — 31,3 %, роздрібна торгівля — 9,4 %, публічна адміністрація — 9,4 %.